# Wedel
Wedel – miasto w Niemczech, w kraju związkowym Szlezwik-Holsztyn, w powiecie Pinneberg.

## Współpraca
- Caudry, Francja
- Makete, Tanzania
- Vejen, Dania
- Wolgast, Meklemburgia-Pomorze Przednie[1]